# Nukleofil
Betegnelsen nukleofil bruges om et molekyle som er i stand til at donere en elektron i en kemisk reaktion, hvor modtageren af elektronen kaldes en elektrofil. Nukleofiler er enten negativt ladede eller neutrale molekyler med et frit elektronpar i en orbital med høj energi. 
Nukleofiler kan klassificeres på flere måder, hvoraf de to vigtigste er efter nukleofilicitet og hårdhed/blødhed.
Nukleofiliciteten er et mål for hvor god nukleofilen er i en reaktion med en elektrofil, og er generelt proportional med nukleofilens basestyrke. Jo stærkere base des bedre nukleofil.
En nukleofils hårdhed eller blødhed er et udtryk for ladningstætheden. Nukleofiler der indeholder små elektronegative atomer som f.eks. O eller Cl, kaldes hårde, medens nukleofiler med store, knapt så elektronegative atomer som f.eks. S, I eller P, kaldes bløde. Hårde nukleofiler reagerer primært ved elektrostatisk tiltrækning, medens bløde nukleofiler reagerer ved overlapning mellem orbitaler. Hårde og bløde nukleofiler reagerer med henholdsvis hårde og bløde elektrofiler.